# Guardia Costituzionale
Garde constitutionelle (in italiano: Guardia costituzionale) fu una formazione militare che esistette per alcuni mesi del 1792 come parte della Maison Militaire du Roi de France, venendo poi sostituita dalla guardia nazionale.

## Storia

### La nascita
Quando l'Assemblea Nazionale Costituente si sciolse il 3 settembre 1791, decretò come misura finale che re Luigi XVI di Francia dovesse disporre di una guardia costituzionale, nota anche col nome di Garde Brissac dal nome del suo comandante, Louis Hercule Timolon de Cossé, duca di Brissac.

### La creazione e l'organizzazione
Istituita formalmente il 16 marzo 1792 con 1200 uomini di fanteria e 600 cavalieri, la guardia costituzionale fu di stanza a Parigi. Venne reclutata fra soldati regolari e volontari scelti. I membri dell'ex Régiment des Gardes françaises (ammutinatosi poco prima della presa della Bastiglia) vennero esclusi dal nuovo corpo.
L'ufficiale comandante della guardia costituzionale fu il duca di Brissac, ex comandante della compagnia di guardie svizzere al servizio del re di Francia.
La nuova forza militare ebbe base nel palazzo delle Tuileries. La regina Maria Antonietta chiese che le sue uniformi fossero color blu cielo ma il politico conservatore Antoine Barnave la persuase sul fatto che questo avrebbe potuto ingenerare confusione con i reggimenti mercenari tedeschi già presenti nell'esercito regolare francese. La guardia costituzionale adottò quindi le uniformi blu scuro della guardia nazionale.
La guardia venne organizzata in due battaglioni di fanteria e tre squadroni di cavalleria.

### Impopolarità
Anche se il nuovo corpo venne costituito con il giuramento alla Costituzione del settembre del 1791, divenne da subito oggetto di sospetto e ostilità da parte del crescente movimento rivoluzionario francese. Vi furono delle schermaglie per le strade da parte di uomini della guardia e anti-monarchici, come pure i giornali rivoluzionari descrissero il corpo come composto prevalentemente da aristocratici al servizio del re. Inoltre la sua costituzione appariva fin troppo simile al vecchio corpo della Garde du Corps da poco sciolta che accoglieva solo membri della nobiltà francese.

### Dissoluzione
Il 29 maggio 1792 la Guardia Costituzionale venne sciolta. Questa misura venne attuata a seguito della richiesta formale dell'Assemblea Legislativa dal momento che anche la posizione di re Luigi si era indebolita dopo la fuga di Varennes.
La Guardia Costituzionale venne rimpiazzata da unità della guardia nazionale di Parigi che presero direttamente la responsabilità di assicurare la sicurezza del palazzo delle Tuileries e della famiglia reale che vi risiedeva. Ovviamente, non essendoci però vincolo di fedeltà assoluta nei confronti del re, la guardia non bloccò le forze rivoluzionarie quando assaltarono il palazzo il 10 agosto 1792. Il duca di Brissac venne arrestato ed accusato di tramare contro l'Assemblea, e fu ucciso poi nei massacri di settembre che seguirono.

## Uniforme
L'uniforme standard della Guardia Costituzionale era color blu marina scuro con decorazioni in rosso e un bicorno nero.

## Galleria d'immagini

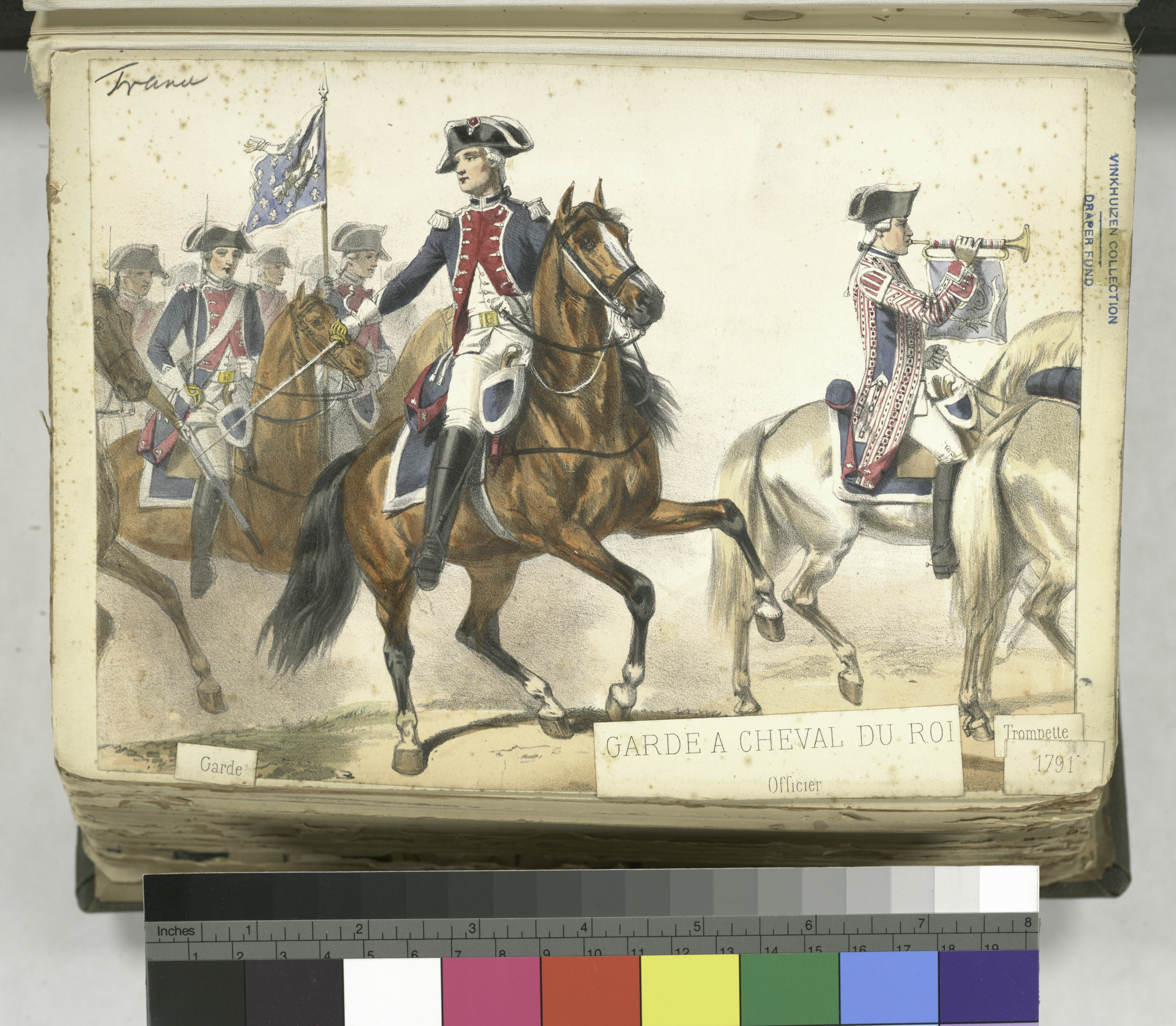
Ufficiale, cornetta e guardie
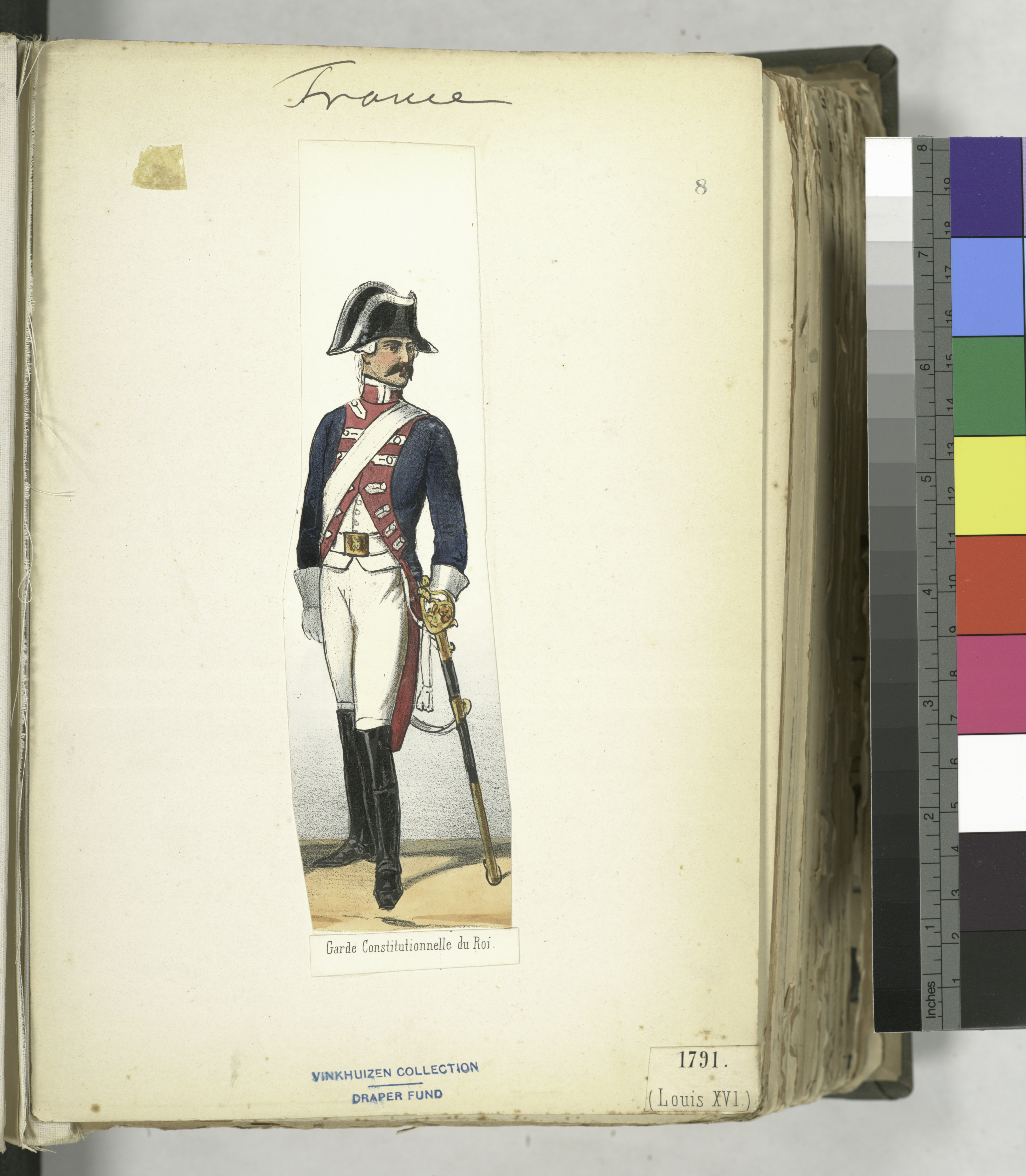
Truppe a cacallo
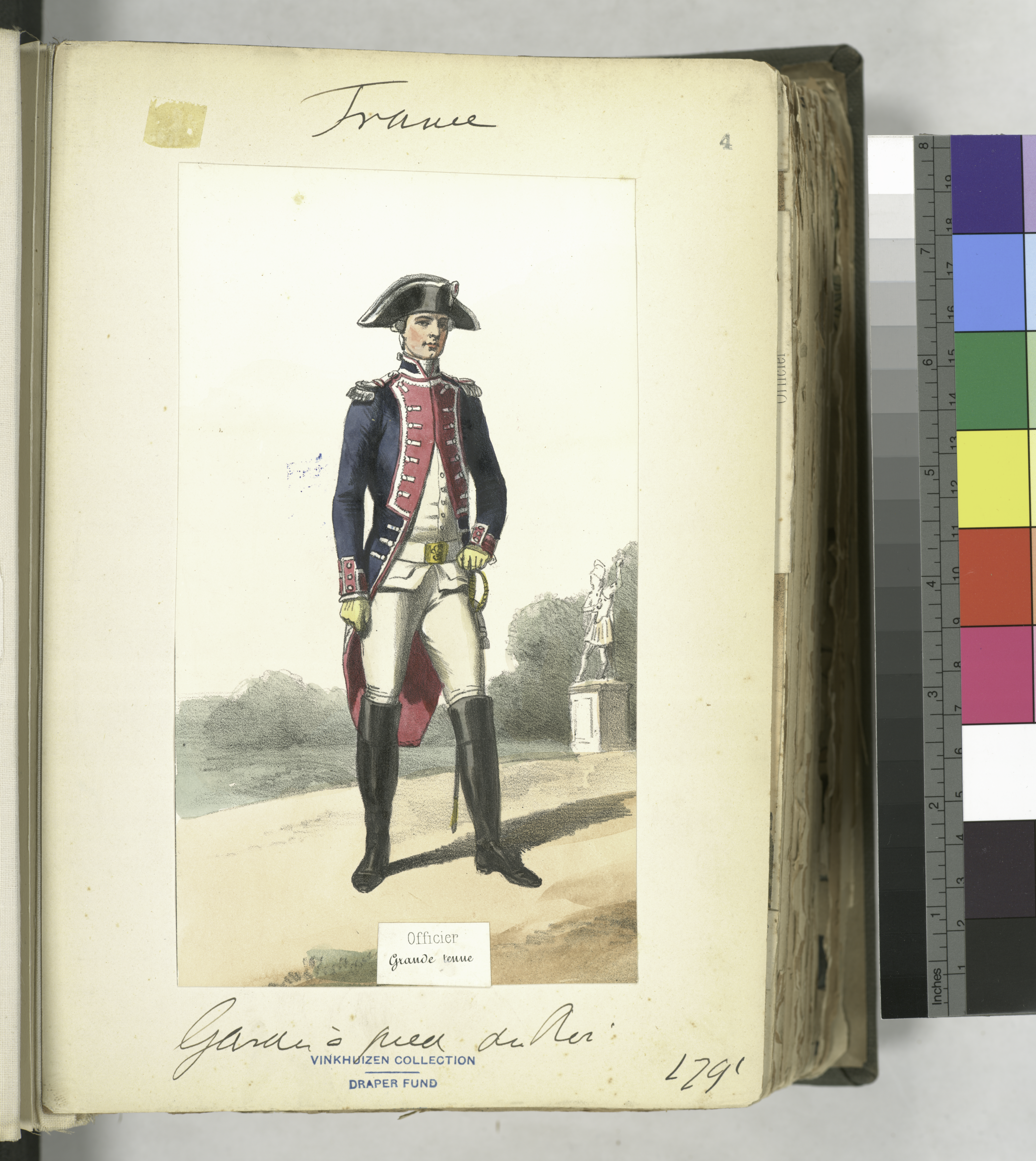
Ufficiale
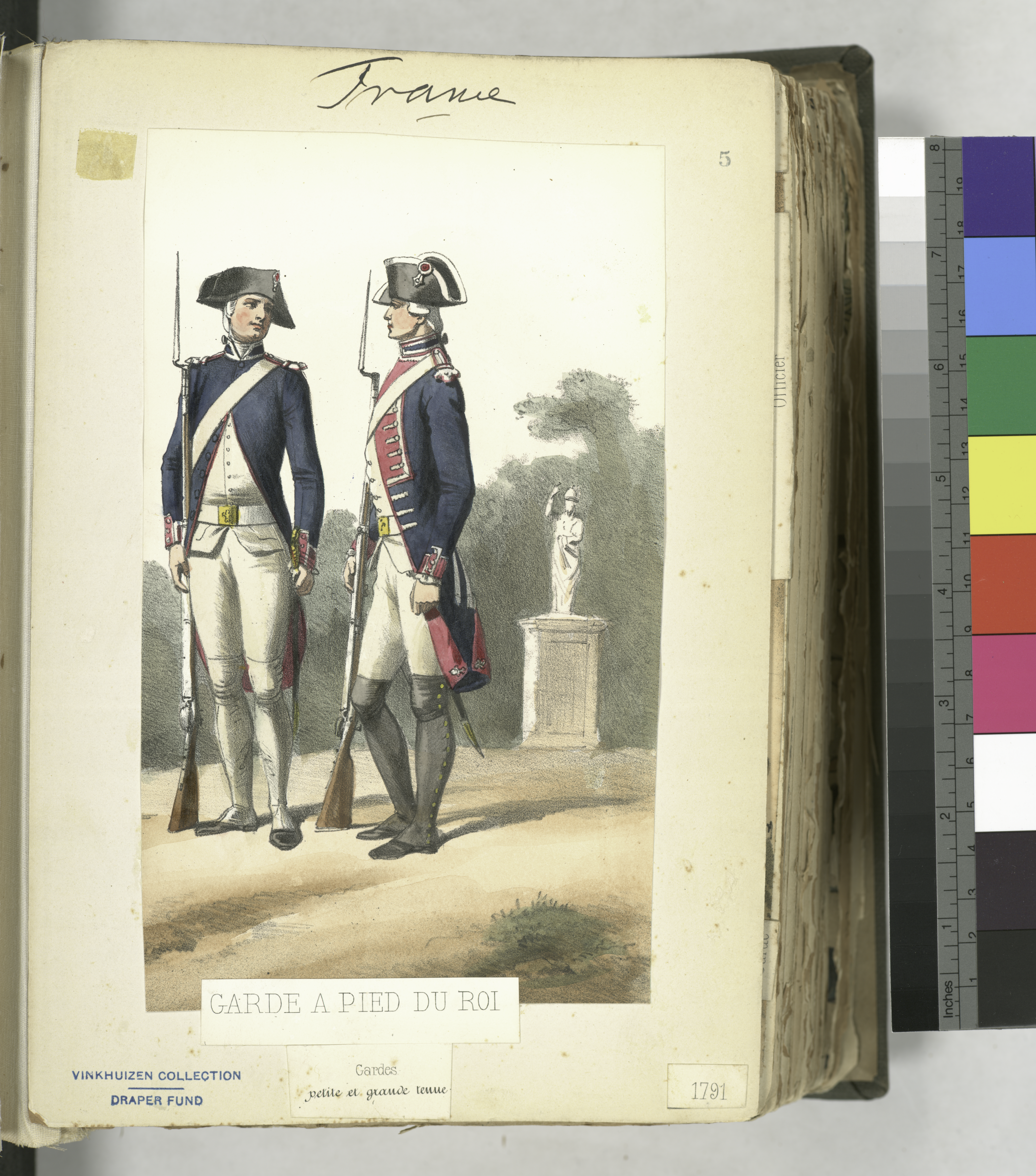
Fanti
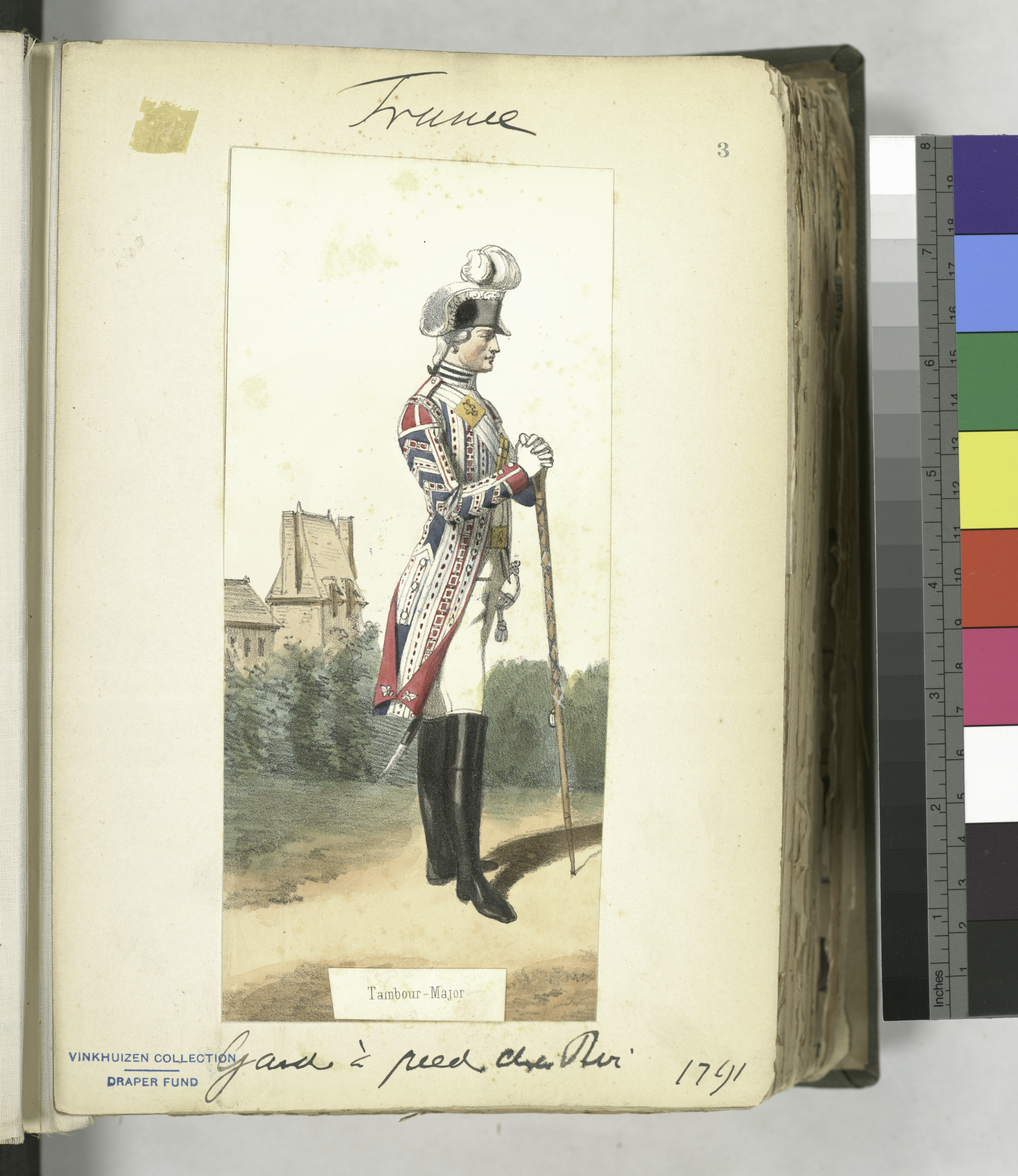
Tamburino maggiore
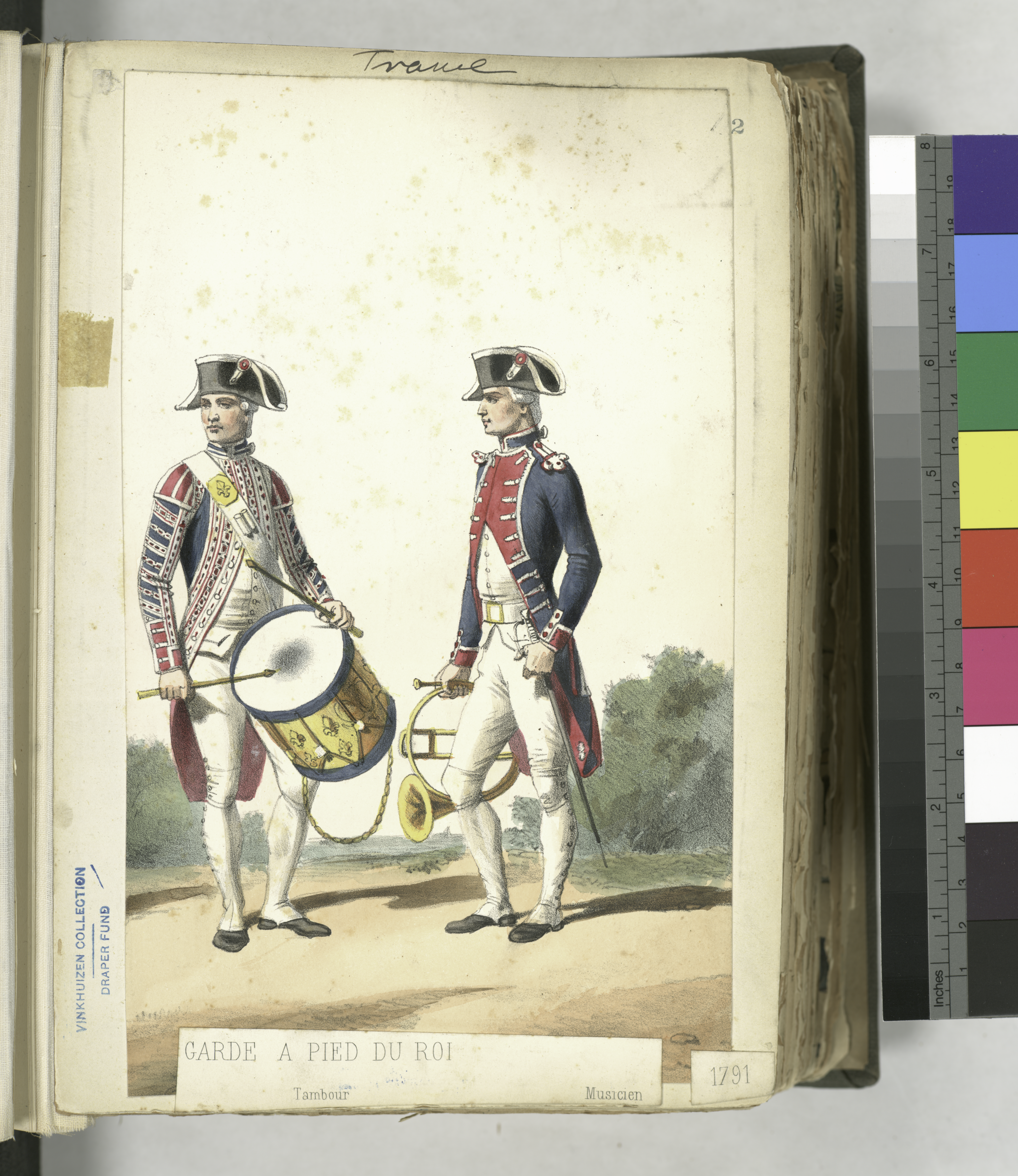
Tamburino e musicisti

## Membri della guardia
Realisti
- Louis Hercule Timoléon, duca di Brissac
- Henri de la Rochejaquelein
- Louis François Perrin de Précy
- Louis Charles d'Hervilly
- Charles Marie de Beaumont d'Autichamp

Altri
- Gioacchino Murat
- Jean-Baptiste Bessières
- Henri César Auguste Schwiter